# Hrob lübsowského typu
Hroby lübsowského typu bývají označovány kostrové hroby starší doby římské. Vyskytují se jako ojedinělé hroby nebo malé skupinky hrobů mimo hlavní germánská pohřebiště. Jejich hrobové jámy bývají zpravidla obloženy dřevem případně překryty mohylou. Typická je pro ně absence zbraní a bohatá výbava importů z římské říše, například bronzových a stříbrných nádob, předmětů z drahých kovů, ostruh případně dalších předmětů. Nejvýznačnější nálezy pochází z Prahy-Bubenče, Strak a Zlivu.